# Phalacrotophora perlonga
Phalacrotophora perlonga är en tvåvingeart som beskrevs av Rudolf Beyer 1966. Phalacrotophora perlonga ingår i släktet Phalacrotophora och familjen puckelflugor. Inga underarter finns listade i Catalogue of Life.